# Amastus mirificus
Amastus mirificus är en fjärilsart som beskrevs av De Toulgoët 1981. Amastus mirificus ingår i släktet Amastus och familjen björnspinnare. Inga underarter finns listade i Catalogue of Life.